# Hécourt
|  | Per a altres significats, vegeu «Hécourt (Oise)». |

Hécourt és un municipi francès al departament de l'Eure i a la regió de Normandia. L'any 2007 tenia 337 habitants.

## Demografia

### Població
El 2007 la població de fet de Hécourt era de 337 persones. Hi havia 122 famílies, de les quals 24 eren unipersonals (8 homes vivint sols i 16 dones vivint soles), 31 parelles sense fills, 51 parelles amb fills i 16 famílies monoparentals amb fills.
La població ha evolucionat segons el següent gràfic:

### Habitatges
El 2007 hi havia 157 habitatges, 125 eren l'habitatge principal de la família, 26 eren segones residències i 6 estaven desocupats. 153 eren cases i 4 eren apartaments. Dels 125 habitatges principals, 103 estaven ocupats pels seus propietaris, 15 estaven llogats i ocupats pels llogaters i 7 estaven cedits a títol gratuït; 5 tenien dues cambres, 16 en tenien tres, 26 en tenien quatre i 79 en tenien cinc o més. 91 habitatges disposaven pel capbaix d'una plaça de pàrquing. A 55 habitatges hi havia un automòbil i a 60 n'hi havia dos o més.

### Piràmide de població
La piràmide de població per edats i sexe el 2009 era:
| Homes | Edats   | Dones |
| ----- | ------- | ----- |
| 0     | 95 o +  | 0     |
| 1     | 90 a 94 | 0     |
| 1     | 85 a 89 | 3     |
| 3     | 80 a 84 | 2     |
| 4     | 75 a 79 | 4     |
| 6     | 70 a 74 | 9     |
| 3     | 65 a 69 | 6     |
| 9     | 60 a 64 | 9     |
| 14    | 55 a 59 | 13    |
| 7     | 50 a 54 | 10    |
| 13    | 45 a 49 | 9     |
| 6     | 40 a 44 | 11    |
| 14    | 35 a 39 | 13    |
| 14    | 30 a 34 | 11    |
| 4     | 25 a 29 | 7     |
| 11    | 20 a 24 | 5     |
| 10    | 15 a 19 | 8     |
| 5     | 10 a 14 | 6     |
| 13    | 5 a 9   | 12    |
| 9     | 0 a 4   | 8     |

## Economia
El 2007 la població en edat de treballar era de 215 persones, 164 eren actives i 51 eren inactives. De les 164 persones actives 146 estaven ocupades (81 homes i 65 dones) i 18 estaven aturades (6 homes i 12 dones). De les 51 persones inactives 21 estaven jubilades, 17 estaven estudiant i 13 estaven classificades com a «altres inactius».

### Ingressos
El 2009 a Hécourt hi havia 128 unitats fiscals que integraven 343 persones, la mediana anual d'ingressos fiscals per persona era de 21.147 €.

### Activitats econòmiques
Dels 19 establiments que hi havia el 2007, 1 era d'una empresa extractiva, 3 d'empreses de fabricació d'altres productes industrials, 8 d'empreses de construcció, 3 d'empreses de comerç i reparació d'automòbils, 1 d'una empresa d'informació i comunicació, 1 d'una empresa immobiliària i 2 d'empreses de serveis.
Dels 5 establiments de servei als particulars que hi havia el 2009, 2 eren paletes, 1 fusteria, 1 electricista i 1 empresa de construcció.
L'any 2000 a Hécourt hi havia 3 explotacions agrícoles.

## Poblacions properes
El següent diagrama mostra les poblacions més properes.